# Sibuco
Sibuco là một đô thị ở tỉnh Zamboanga del Norte, Philippines. Theo điều tra dân số năm 2000, đô thị này có dân số 24.411 người trong 4.374 hộ.

## Các đơn vị hành chính
Sibuco, về mặt hành chính, được chia thành 28 khu phố (barangay).
| - Anongan - Basak - Bongalao - Cabbunan - Cawit-cawit - Culaguan - Cusipan - Dinulan - Jatian - Kamarangan - Lakiki - Lambagoan - Limpapa - Lingayon | - Lintangan - Litawan - Lunday - Malayal - Mantivo - Nala (Pob.) - Panganuran - Pangian - Paniran - Pasilnahut - Poblacion - Puliran - Santo Niño (Culabog) - Tangarak |